# Liebherrstraße 20 (München)

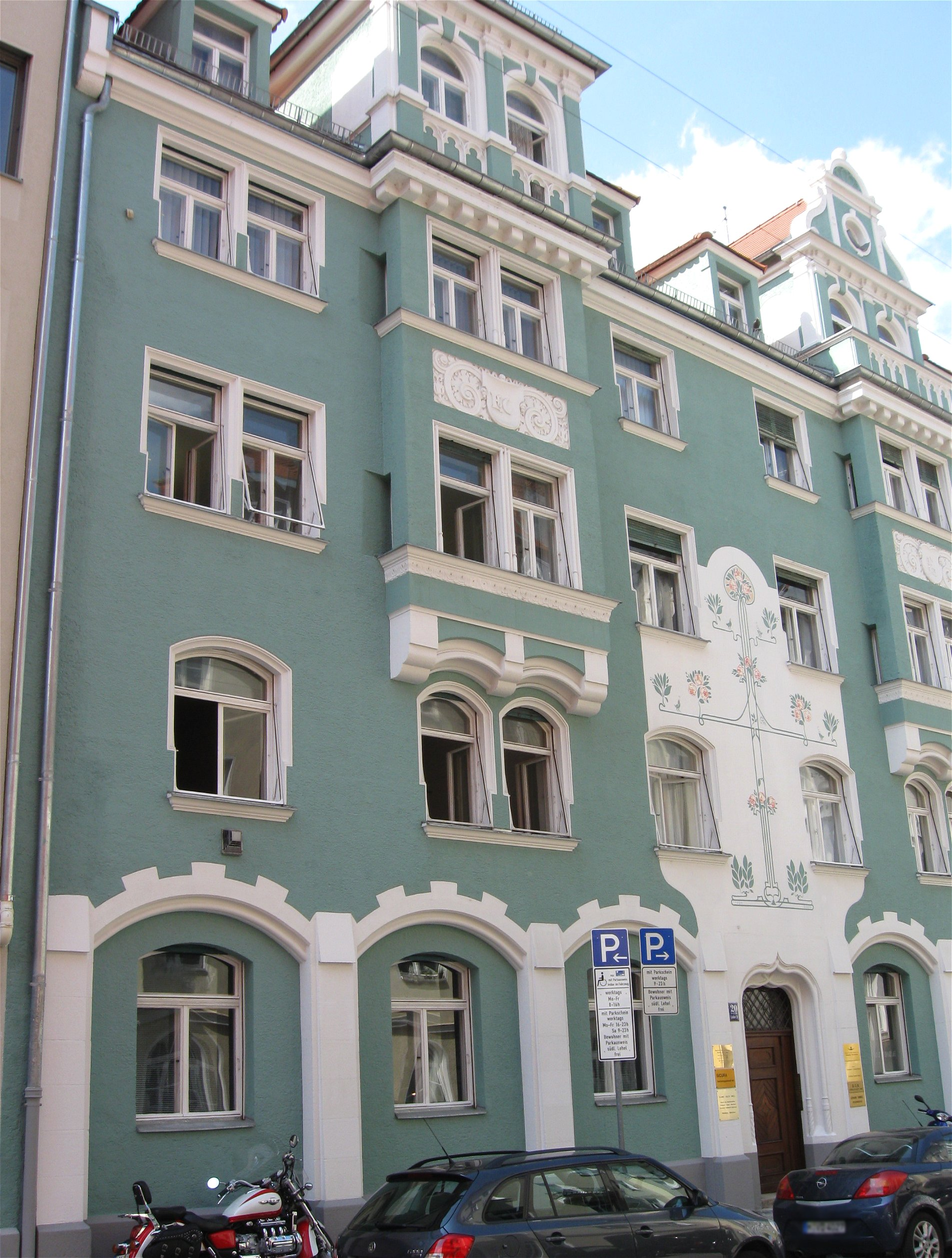
Haus Liebherrstraße 20 in München

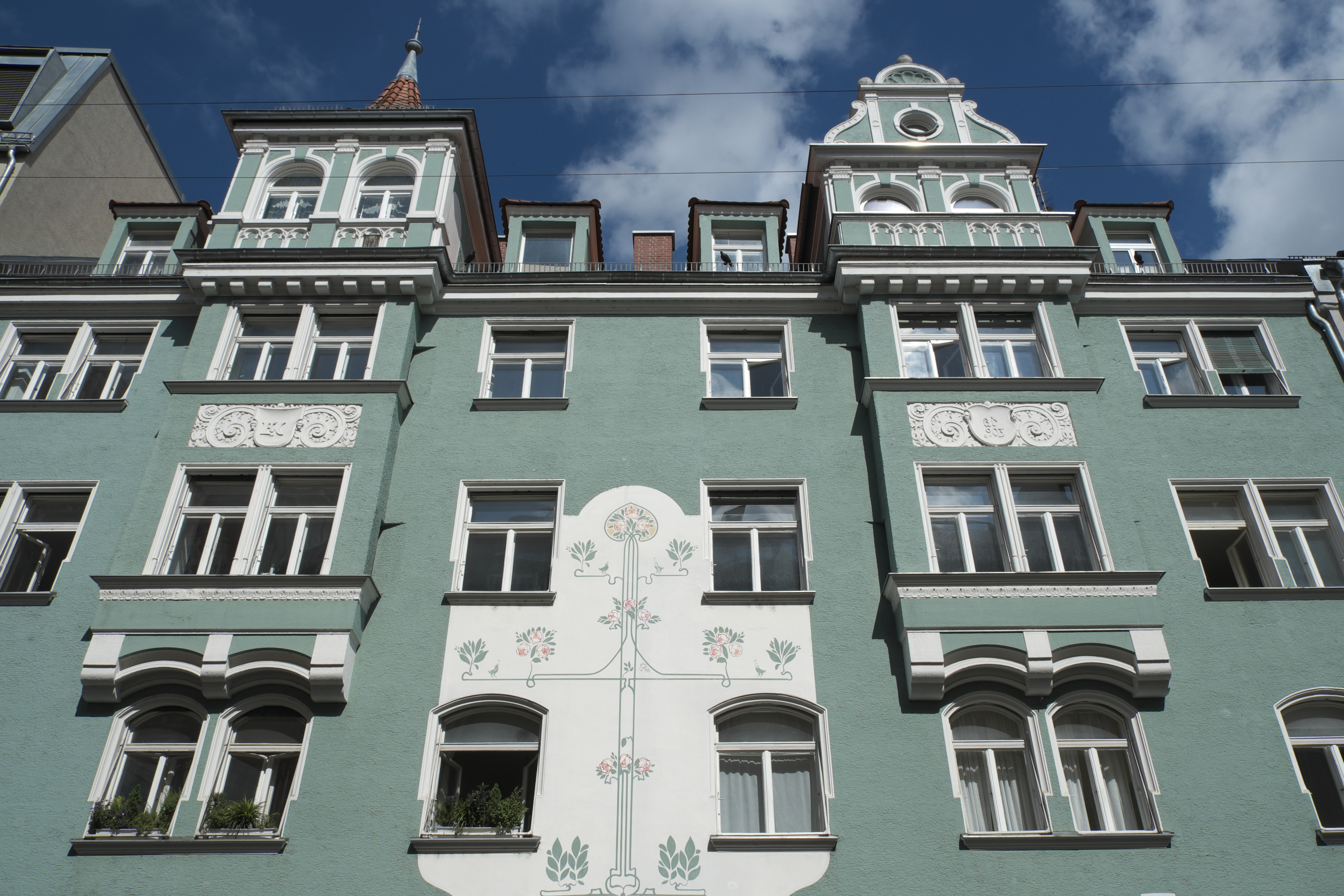
Fassadenschmuck

Das Gebäude Liebherrstraße 20 im Stadtteil Lehel in München wurde 1903 errichtet. Das Wohnhaus ist ein geschütztes Baudenkmal.

## Beschreibung
Das Gebäude im Stil der deutschen Renaissance wurde von dem Architekten Heinrich Volbehr für den Feilenhauer Franz Xaver Girisch errichtet. Der reich gegliederte Bau besitzt zwei Flacherker mit schmalen Seitendurchlichtungen. Das rückwärtige Treppenhaus führt zu zwei Wohnungen je Stockwerk. Die sechs Stichbogenfenster des Erdgeschosses werden von Segmentbögen überfasst. Dazwischen befindet sich mittig der Haus- und Hofzugang, der von einem neugotischen Karniesbogen überfangen wird. In der Fassadenmitte befand sich ursprünglich eine Stuckmadonna, die von einer floralen Malerei ersetzt wurde. 